# 井沢元晴
井沢元晴（いざわもとはる、1915年 - 1990年）は、絵師、鳥瞰図製作者。

## 生涯
神戸市生まれで、神戸の印刷会社に勤めながらデザインを学んでいたが、28歳で陸軍に応召、船舶砲兵としてフィリピンへ。太平洋戦争中はフィリピンで作戦図を作る任務に就いた。1944年に帰国し、広島の宇品港で防空勤務に就いた後、広島県福山市で終戦を迎えた。

## 制作
終戦後は焼け野原になった広島や大阪、神戸の街を巡り、惨状をスケッチした。それをもとに約20年かけ、約400点の戦災画を描いた。戦後20年間は「戦災で荒廃した郷土の美しさを子どもたちに知ってもらいたい」との思いから「郷土絵図」と題した鳥瞰図を多く制作。主に近畿や中国地方の小中学校に社会科の教材として納めた。その後、鳥瞰図を社会科教材として活用させてほしいと学校から提案され、移り住んだ鳥取県倉吉市を拠点に、近畿や中国地方の小中学校に作品を納めるようになったという。日本各地の鳥瞰図を描き、「昭和の伊能忠敬」「漂泊の絵図師」と呼ばれた。作品数は1千点を超える。

## 作品
作品題名・内容、製作年、所蔵者・所蔵組織
- 日本鳥かん図出版 編『古京 飛鳥（ニッチョウの見やすいパノラマ絵図）』明日香村観光協会。
- “資料詳細 – 広島平和記念資料館平和データベース”. hpmm-db.jp. 2024年3月19日閲覧。
- 「私たちの和田山町」、1965年、兵庫県朝来市和田山町 朝来市立大蔵小学校[6]。
- 「私たちの郷土　山東町」、製作年不明、兵庫県朝来市山東町、朝来市シルバー人材センター（旧与布土小学校）[6]。
- 「笠岡市全景立体図」、「躍進井原市」、「吉備路」、「倉吉市と周辺 文化遺跡絵図」、「倉敷美観地区絵図」、「福山展望図」
- 題名不詳、兵庫県美方郡新温泉町と近隣市町を描いたもの、1966年、浜坂南小学校（新温泉町栃谷）校舎3階の壁面に掲示[5]。